# شون برايس وليامز
شون برايس وليامز (بالإنجليزية: Sean Price Williams)‏ هو مصور سينمائي أمريكي، ولد في 1 أغسطس 1977 في ويلمنغتون في الولايات المتحدة.

## وصلات خارجية
- شون برايس وليامز على موقع IMDb (الإنجليزية)
- شون برايس وليامز على موقع روتن توميتوز (الإنجليزية)
- شون برايس وليامز على موقع ألو سيني (الفرنسية)
- شون برايس وليامز على موقع أول موفي (الإنجليزية)
- شون برايس وليامز على موقع قاعدة بيانات الفيلم (الإنجليزية)
- شون برايس وليامز على موقع كينوبويسك (الروسية)